# Antti Aalto
Antti Aalto (Lappeenranta, 4 de março de 1975) é um ex-jogador de hóquei no gelo finlandês, que jogou nos times TPS e Jokerit em sua Finlândia natal, e no Anaheim Ducks e no Cincinnati Mighty Ducks nos Estados Unidos.